# Nalón
El riu Nalón és un riu d'Astúries. Té una longitud de 129 quilòmetres, neix en La Nalona, en el port de Tarna, Caso, i desemboca a la ria de Pravia, després de regar la vega de Peñaullán i després de rebre el riu Narcea en Forcinas, Pravia, formant la dita ria de Pravia. La longitud, tenint en compte també la ria, és de 135 km.
En la seua conca es troba una important reserva de carbó, explotada principalment en el concejo de Llangréu.

## Afluents
Els seus principals afluents es troben en el marge esquerre, la majoria nascut en la separació cantàbrica entre el port de Tarna i el de Leitariegos:
- Caudal: de 61 km.
- Trubia: de 46 km.
- Cubia: de 41 km.
- Sama: de 16,5 km, desemboca prop de Llera, Grado.
- El Aranguín és el tributari més baix per aquesta riba, tot unint-se al Nalón a l'alçada de Pravia.

Pel costat dret les afluents són molt més menuts, excepte el riu Nora, per la cadena muntanyosa que el limita per aquest flanc: l
- Nora: de 67 km.
- Orlé: d'11 km, conflueix amb el Nalón prop de Abantro, en el concejo de Caso.
- Dele.

## Localitats que travessa
Ordenades des del naixement a la desembocadura, el riu travessa les següents localitats:
San Esteban (Muros), L'Arena (Sotu'l Barco), Soto (Sotu'l Barco), Riberas (Sotu'l Barco), Peñaullán (Pravia), Santianes del Rey Silo (Pravia), Pravia (parròquia) (Pravia), Forcinas (Pravia), Pronga (Pravia), San Tirso (Candamu), Aces (Candamu), Fenolleda (Candamu), San Román (Candamu), Grullos (Candamu), Murias (Candamu), Cuero (Candamu), Castañedo (Grado), Peñaflor (Grado), Santa María de Grado (Grado), Valdunu (Les Regueres), Pintoria (Oviedo), Caces (Oviedo), Puerto (Oviedo), Udrión (Oviedo), Godos (Oviedo), Olloniego (Oviedo), Tudela Veguín (Oviedo), Box (Oviedo), Palombar (La Ribera), Soto Ribera (La Ribera), Ferreros (La Ribera), Frieres (Llangréu), Barros (Llangréu), La Felguera (Llangréu), Sama (Llangréu), Ciañu (Llangréu), Linares (Samartín del Rei Aurelio), L'Entregu (Samartín del Rei Aurelio), Sotrondiu (Samartín del Rei Aurelio), Blimea (Samartín del Rei Aurelio), Carrio (Llaviana), La Pola Llaviana (Llaviana), Llorío (Llaviana), El Condao (Llaviana), Rusecu (Sobrescobiu), Tanes (Caso), Coballes (Caso), Campo de Caso (Caso), Soto de Caso (Caso), Bezanes (Caso), La Foz (Caso), Tarna (Caso).